# 羅馬納希鄉

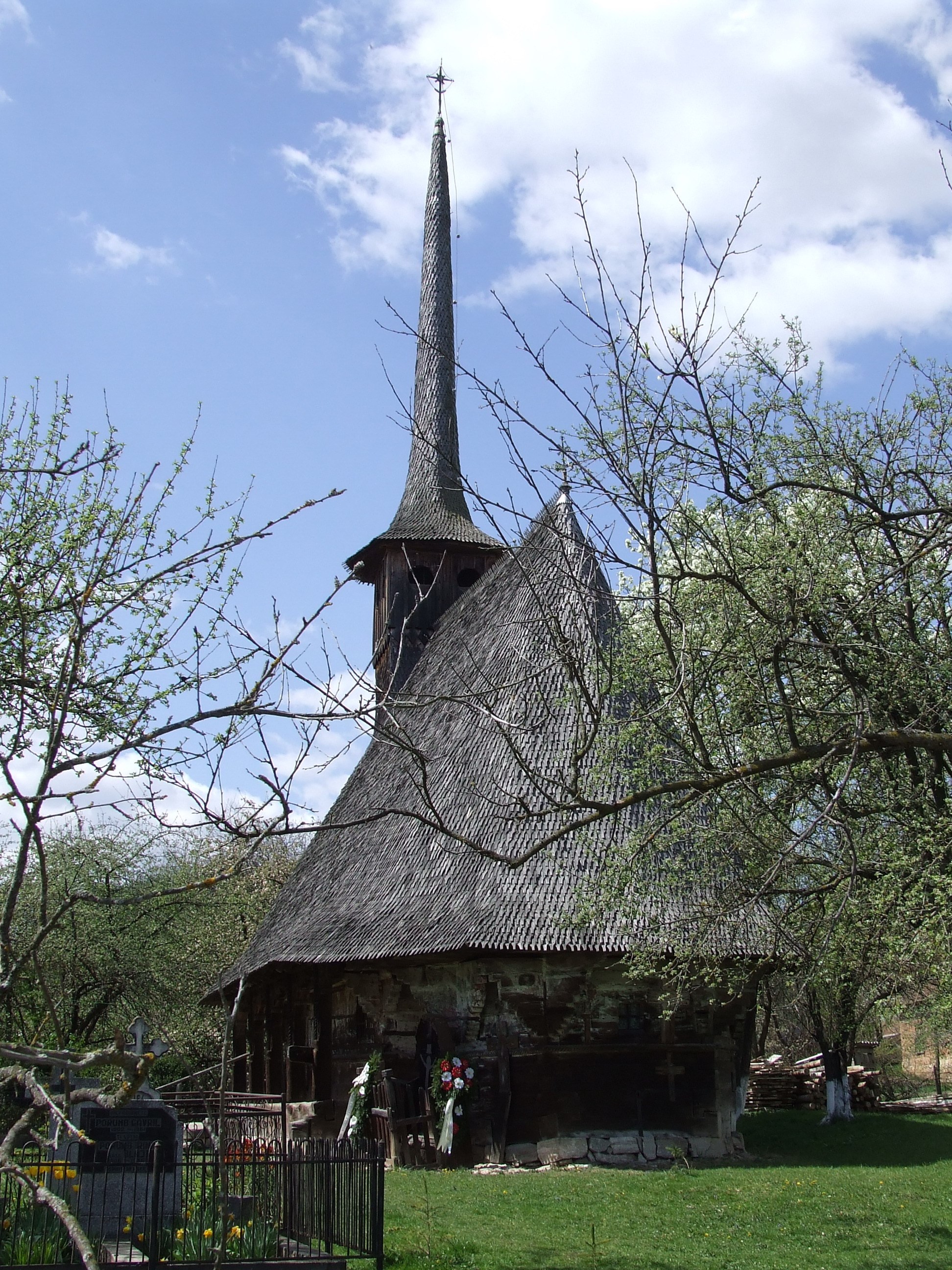

47°06′48″N 23°10′54″E / 47.1133°N 23.1817°E
羅馬納希鄉（羅馬尼亞語：Comuna Românași, Sălaj），是羅馬尼亞的鄉份，位於該國西北部，由瑟拉日縣負責管轄，面積66平方公里，海拔高度272米，2007年人口2,958，人口密度每平方公里45人。